# Pseudoides capito
Pseudoides capito là một loài bọ cánh cứng trong họ Chrysomelidae. Loài này được miêu tả khoa học năm 1889 bởi Weise.